# Teuia beckeri
Teuia beckeri är en spindelart som beskrevs av Huber 2000. Teuia beckeri ingår i släktet Teuia och familjen dallerspindlar. Inga underarter finns listade i Catalogue of Life.